# Els Tossals (Porrera)
Els Tossals és una serra situada entre els municipis de Porrera i de Torroja del Priorat a la comarca del Priorat, amb una elevació màxima de 517 metres.